# Philippe Boccara
Pour les articles homonymes, voir Boccara.
Philippe Boccara, né le 6 juillet 1959 au Mans, est un kayakiste français, puis américain, pratiquant la course en ligne. Il participe à 6 olympiades; pour la France en 1980, 1984, 1988 et 1992  et pour les États-Unis en 1996 et 2000.

## Palmarès

### Jeux olympiques de canoë-kayak course en ligne
- 1984 à Los Angeles,  États-Unis
  -  Médaille de bronze en K-4 1000 m

### Championnats du monde de canoë-kayak course en ligne
- 1991 à Paris,  France
  -  Médaille d'or en K-2 10000 m

- 1990 à Poznań,  Pologne
  -  Médaille d'or en K-1 10000 m
  -  Médaille de bronze en K-1 1000 m

- 1987 à Duisbourg,  Allemagne de l'Ouest
  -  Médaille d'or en K-2 10000 m
  -  Médaille d'argent en K-2 1000 m

- 1985 à Malines,  Belgique
  -  Médaille d'or en K-2 1000 m